# Jägerbataillon 26 (Bundesheer)

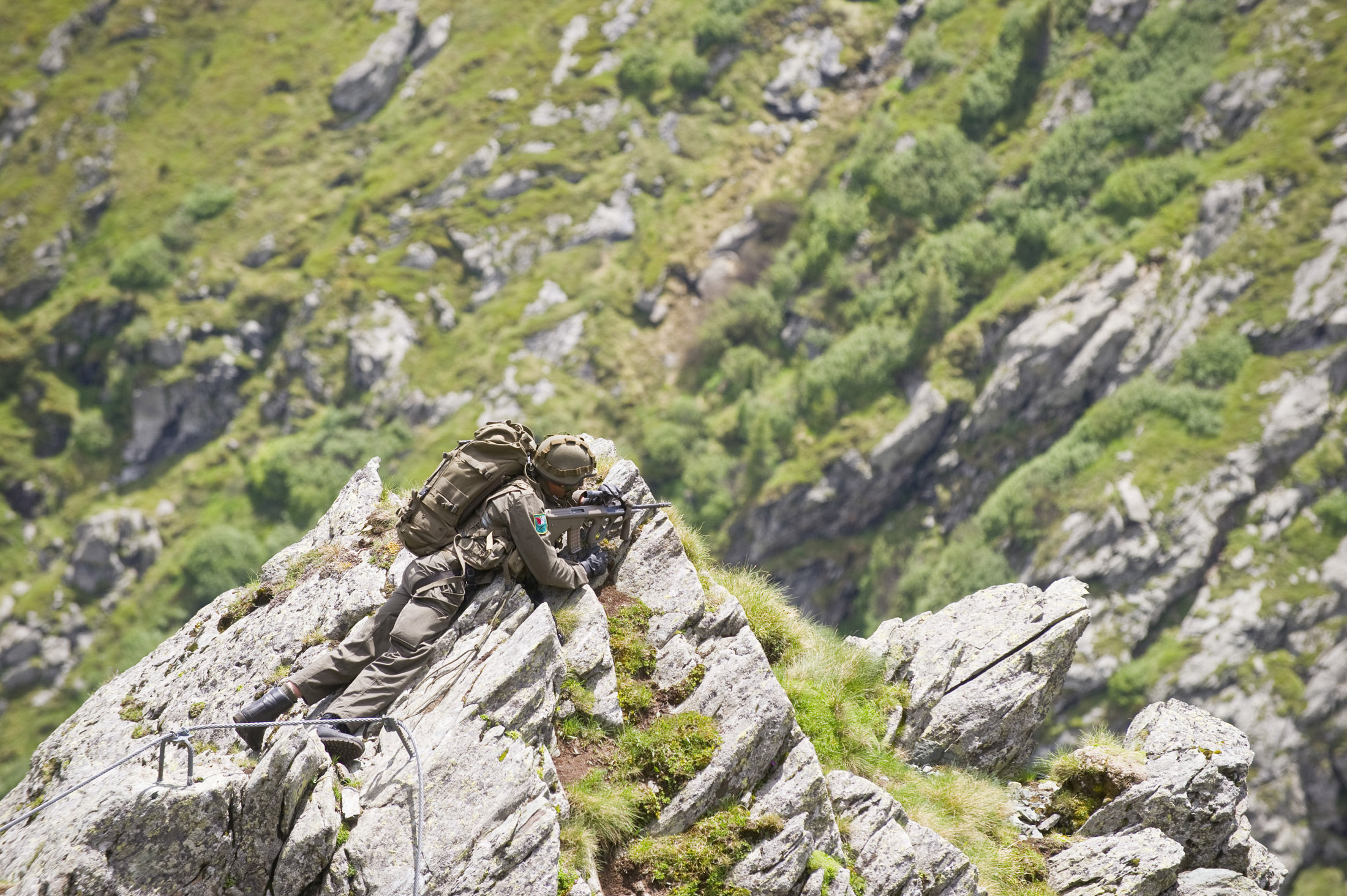
Soldat des JgB 26 mit StG 77

Das Jägerbataillon 26 (JgB 26) ist ein Infanterieverband in Österreichs Bundesheer und der einzige Gebirgsjägerverband Kärntens. Das Bataillon befindet sich in der Türk-Kaserne in Spittal an der Drau und ist der 6. Gebirgsbrigade unterstellt.

## Geschichte
Das Jägerbataillon 26 entstand am 16. April 1956 aus der provisorischen Grenzschutzabteilung 6. Erster Kommandant wurde Major Erwin Jetzl. Der erste Einrückungstermin war der 15. Oktober 1956 mit 377 Grundwehrdienern. Aufgrund zahlreicher Sprengstoffanschläge des Befreiungsausschuss Südtirol Mitte der 1950er Jahre wurde das Bataillon für Sicherungsaufgaben im Bezirk Lienz eingesetzt.
Von 1976 bis 1979 folgten mehrere Großübungen (z. B. Kristall, Enzian, RVÜ Attergau) sowie Hilfeleistung nach dem Erdbeben im Friaul. Von Mitte bis Ende November 1979 wurde besonders der Jagdkampf und die Zusammenarbeit mit Panzereinheiten forciert. 1981 entstand im angekauften Danicek-Areal eines der größten Fitnesszentren in österreichischen Kasernen.
Während des Slowenienkrieges waren Teile des Bataillons direkt an der Staatsgrenze eingesetzt. Zusätzlich jagte in dieser Zeit eine Reform die andere. Mit der HG-NEU wurde das Jägerbataillon 26 am 10. April 1996 bis zum 1. April 1999 zum Jägerregiment 12 und Spittal damit Regimentssitz. 1999 dienten auch die ersten beiden Frauen (Wachtmeister Cuder und Korporal Willegger) im JgB 26. Außerdem wurde das Bataillon als Österreichs bester Truppenkörper des Jahres 2000 ausgezeichnet. 2002 gelang es dem Bataillon, erstmals in Österreich, eine Kompanie geschlossen für den Auslandseinsatz im Kosovo aufzustellen (April – Oktober 2002, AUCON 6/KFOR). 2005 wurde die Herausforderung gemeistert, erstmals in Österreich ein geschlossenes Bataillon in einen Auslandseinsatz zu verlegen (April – Oktober 2005 AUCON 12/KFOR). Im Oktober 2005 wurde das JgB 26 ein Teil der 6. Jägerbrigade, zuvor gehörte es der 7. Jägerbrigade an. Von 1956 bis 2006 wurden etwa 28.000 Soldaten im Bataillon ausgebildet.
Am 6. November 2009 wurde die traditionsreiche Tragtierstaffel des Bataillons nach 51 Jahren Dienst aufgelöst und die 18 Haflinger der Staffel zum Tragtierzentrum nach Hochfilzen in Tirol verlegt.
Im Zuge der Bundesheerreform 2016 erfolgte die Überführung der übergeordneten 6. Jägerbrigade in das Kommando Gebirgskampf. Für das Jägerbataillon 26 hatte diese Reform außerdem die Auswirkung, dass die 3. Jägerkompanie in Tamsweg an das Militärkommando Salzburg abgegeben werden musste, um dort den Kern für das neuaufzustellende Jägerbataillon 8 zu bilden. Mit der Reform 2019 wurde dies teilweise rückgängig gemacht und die Brigade als 6. Gebirgsbrigade mit ihren traditionellen Einheiten reformiert.

## Auftrag und Ausstattung
Die Aufgaben des Bataillons im Frieden bestehen aus Katastrophenhilfe und Assistenzeinsätzen nach Anforderungen durch zivile Behörden, die Ausbildung von vor allem Grundwehrdienern und die Bereitstellung und Ausbildung eines in Auslandseinsatzbereitschaft befindlichen, hochgebirgsbeweglichen Jägerzuges für die Kaderpräsenzeinheit (KPE). Daneben finden laufend Teilnahmen an Auslandseinsätzen und an internationalen Übungen statt. Im Einsatzfall fungiert das Bataillon vorwiegend als Hochgebirgs-Kampfverband und zeichnet sich dabei laut Eigendarstellung durch seine uneingeschränkte Einsatzfähigkeit im Gebirge und in schwierigem Gelände aus, zurückzuführen auf den hohen Anteil an Heeresbergführern, Heeresbergführergehilfen und Heereshochalpinisten des Kaders. Zur Erfüllung dieser Aufgaben ist das Bataillon mit geländegängigen Fahrzeugen wie Quads und BvS10 „Hägglunds“ ausgestattet. Neben dem Bataillonskommando und der Stabskompanie gliedert sich das Bataillon in zwei hochgebirgsbewegliche Jägerkompanien (eine davon mit dem Kaderpräsenzzug) sowie eine Kampfunterstützungskompanie mit Aufklärungs-, Panzerabwehrlenkwaffen- und Granatwerferzug. Im Einsatzfall wächst das Bataillon um eine weitere Jägerkompanie aus der Miliz auf.
Nahezu jeder Soldat wird mit Sonde und LVS-Gerät auf das Suchen von Lawinenopfern ausgebildet, da bei größeren Lawinenabgängen die Kompanien zur Suche und Versorgung von Opfern herangezogen werden.

## Organisation
Im Dezember 2016 bestand die Truppenstärke des Bataillons aus 225 Kadersoldaten und 180 Grundwehrdienern.
Struktur
- Bundesministerium für Landesverteidigung
  - Streitkräfteführungskommando
    - 6. Gebirgsbrigade
      - Jägerbataillon 26
        - Bataillonskommando
        - Stabskompanie
        - 1. hochgebirgsbewegliche Jägerkompanie
        - 2. hochgebirgsbewegliche Jägerkompanie
        - Kampfunterstützungskompanie

## Liste der Kommandanten
- Major Erwin Jetzl: 16. April 1956 – November 1956
- Oberstleutnant Karl Niemetz: November 1956 – Juni 1957
- Oberstleutnant Friedrich Köstenbauer: Juni 1957 – Mai 1966
- Oberstleutnant Stefan Kainz: Mai 1966 – Januar 1970
- Oberstleutnant Kurt Mahr: Januar 1970 – März 1975
- Oberstleutnant des Generalstabsdienstes Rudolf Striedinger: März 1975 – September 1975
- Major des Generalstabsdienstes Günther Wild: September 1975 – April 1976
- Major Fridolin Gigacher: April 1976 – Mai 1979
- Oberstleutnant Franz Bremm: Mai 1979 – November 1979
- Oberstleutnant Willibald Glanzer: November 1979 – März 1981
- Oberstleutnant des Generalstabsdienstes Heribert Temmel: März 1981 – Oktober 1981
- Oberstleutnant Willibald Glanzer: Oktober 1981 – Dezember 1981
- Oberstleutnant Walter Steinwender: Dezember 1981 – September 2000
- Oberst Alois Sulzgruber: September 2000 – Juli 2001
- Oberst des Generalstabsdienstes Norbert Gehart: Juli 2001 – Juni 2002
- Oberstleutnant Ferdinand Klinser: Juni 2002 – September 2007
- Oberstleutnant Rudolf Kury: 29. September 2007 – 31. März 2008
- Oberst Erhard Eder: 1. April 2008 – 14. November 2014
- Oberst Rudolf Kury: 14. November 2014 – März 2023
- Oberst des Generalstabsdienstes Hannes Krainz: April 2023 – März 2024
- Oberst Udo Hofer: seit März 2024

## Sonstiges
- Das Bataillonsabzeichen trägt das Stadtwappen von Spittal an der Drau, mit ein Paar Skier und ein Steyr SSG 69.
- Der von Angehörigen des Bataillons gebaute Weg der 26er durch die Nordwand der Hohen Warte ist der bisher anspruchsvollste Klettersteig in den Karnischen Alpen.
- Das Bataillon besitzt mit Kärntner Gebirgsschütze eine eigene Truppenzeitung
- Militärischer Partner ist das Jägerbataillon Kärnten der Miliz